# Svinia
Svinia je obec na Slovensku v okrese Prešov.  Žije zde přibližně 2 400 obyvatel.

## Poloha
Obec leží v pohoří Šarišské vrchovině na břehu řeky Malé Svinky na hlavní silnici I/18 mezi Prešovem (8 km východně) a Širokým u tunelu Branisko (16 km západně).
Nadmořská výška obce se pohybuje v rozmezí 335–564 m, střed obce leží ve výšce 365 m n. m. Území je tvořeno středokarpatským flyšem, Vyšší pahorkatina a nižší členěná vrchovina je převážně odlesněná. Lesy mají převládající bukovo-dubový porost. Půda je převážně ilimerizovaná hnědozem a hnědé lesní půdy. Obcí protéká řeka Malá Svinka.

## Historie
Prvním majitelem osady Svinia byl kolem roku 1210 slavonský ban Bánk Bár-Kalán z rodu Bórů. Byl slavonským bánem v prvních desetiletích 13. století. Vlastnil pozemky v povodí dnešní Velké a Malé Svinky. Byl ve službách krále Ondřeje II. když bán Bánk Bár-Kalán zemřel, celý jeho majetek včetně osady Svinia připadl novému uherskému králi Bélovi IV. To dokazuje, že obec existovala již na počátku 13. století, i když první písemná zmínka pochází až z roku 1262, kde je uváděna jako posessio Sanefalva, statek Sanefalva. V tomto roce daroval uherský panovník Béla IV. rozsáhlé pozemky, které dříve patřily bánovi, generálu Meršemu jako odměnu za vojenské úspěchy v boji proti Bulharům. Tento dar zahrnoval území zahrnující údolí potoků Velké a Malé Svinky, osady Svinia (Sanefalva), Chminianska Nová Ves (Vyfolu) a Jarovnice (Jarne), které ležely v blízkosti hradu Šariš. Tuto donaci potvrdili i následující panovníci Štěpán V. a Ladislav IV.
V roce 1427 obec platila daň z 50 port. Od 17. století vlastnil obec rod Szinyei-Merše. V roce 1493 obdržela trhové právo a koncem 17. století byla v obci škola. V roce 1787 v obci žilo 544 obyvatel v 63 domech a v roce 1828 v 82 domech žilo 645 obyvatel. Hlavní obživou bylo zemědělství, tkalcovství a práce v lesích. V meziválečném období pracovali jako rolníci a zemědělští dělníci na zdejším velkostatku, ženy se zabývaly tkalcovstvím.

## Kulturní památky
V obci se nachází římskokatolický kostel ze 13. století a kaštel z 18. století.

### Kostel
V 14. století nechal generál Merše postavit v obci kúrii, která byla v 15. století přestavěna na opevněný kaštel. V roce 1492 byl kaštel vypálen vracejícími se vojsky polského králevice Jana Olbrachta. Gotický římskokatolický kostel Narození Panny Marie byl postaven v roce 1274 v blízkosti kaštele. Po zániku kaštele byl kostel v roce 1514 rekonstruován. V roce 1628 byla přistavěna renesanční věž s atikou a zdobena sgrafiti. Kostel je jednolodní stavba s polygonálním závěrem (kněžištěm), přistavěnou sakristií na severní straně, jižní přístavbou a přistavěnou věží v západním průčelí. Pozdně gotickou přestavbou v roce 1514 bylo polygonální kněžiště zaklenuto hvězdovou klenbou. Loď má tři pole křížové klenby. Fasáda je členěna opěráky a gotickými okny s původní kružbou. Kostel náleží pod římskokatolickou farnost Svinia děkanát Prešov-Západ, arcidiecéze košické. Kostel je chráněnou kulturní památkou Slovenska.
V roce 2012 byl v obci postaven římskokatolický farní kostel Božského milosrdenství, který  náleží pod římskokatolickou farnost Svinia děkanát Prešov-Západ, arcidiecéze košické.

### Kaštel
Kaštel byl postavený v polovině 18. století a jeho barokní podoba byla v první polovině 19. století přestavěna v klasicistním stylu. Kastel je přízemní budova postavena na půdorysu obdélníku s dvojtraktovou dispozicí. Průčelí je členěné jedenácti osami a středním rizalitem v podobě portika a lizénovými rámy. Představené sloupy a pilíře portika jsu ukončeny římsovými hlavicemi, na kterých spočívá římsa a trojúhelníkový štít. Kaštel má mansardovou střechu. V interiéru jsou místnosti zaklenuty pruskými plackami s meziklenbovými pasy. Kaštel je chráněnou kulturní památkou Slovenska.